# Hans-Jörg Krause
 Hans-Jörg Krause  (* 28. Januar 1954 in Packebusch) ist ein deutscher Politiker (Die Linke). Er war von 1990 bis 2016 Mitglied des Landtages von Sachsen-Anhalt.

## Leben und Beruf
Hans-Jörg Krause beendete er 1972 die Polytechnische Oberschule und 1973 die Erweiterte Oberschule als Agrotechniker mit Abitur. Es folgte bis 1979 ein Studium der mit dem Abschluss als Diplom-Agraringenieur. Von 1980 bis 1982 übernahm er die Leitung der Abteilung für Land- und Nahrungsgüterwirtschaft beim Rat des Kreises Salzwedel und von 1982 bis zur Wiedervereinigung 1990 die Leitung des Fachorgans für Land- und Nahrungsgüterwirtschaft. 
Er ist verheiratet und hat drei Kinder.

## Partei
Krause war vor seinem Eintritt in die PDS seit 1973 Mitglied in der SED. Innerhalb seiner Partei ist er Mitglied des Kreisvorstandes des Altmarkkreises Salzwedel und zudem Mitglied des Kreistages des Altmarkkreises Salzwedel.

## Abgeordneter
Ab 1990 saß er für seine Partei im Landtag von Sachsen-Anhalt. Krause wurde über die Landesliste in den Landtag gewählt. Er saß für seine Fraktion unter anderem im Finanzausschuss sowie im Petitionsausschuss. Ab 2006 (5. Wahlperiode) war er Vorsitzender des Ausschusses für Ernährung, Landwirtschaft und Forsten, in dem er durchgehend seit der 1. Wahlperiode als einfaches Mitglied saß.